# 영암군·무안군·신안군
영암군·무안군·신안군은 대한민국의 국회의원 선거구이다. 전라남도 영암군, 무안군, 신안군을 관할한다. 현 지역구 국회의원은 더불어민주당의 서삼석이다.

## 역사
대한민국 제20대 국회의원 선거를 앞두고 전라남도의 선거구 개편이 일어났다. 이에 무안군·신안군 선거구에 영암군 지역이 편입되게 되면서 신설되었다.

## 관할 구역
| 대수  | 관할 구역                           |
| ----- | ----------------------------------- |
| 20대~ | 영암군 일원 무안군 일원 신안군 일원 |

## 역대 국회의원
| 선거   | 정당 | 정당         | 의원   |
| ------ | ---- | ------------ | ------ |
| 2016년 |      | 국민의당     | 박준영 |
| 2018년 |      | 더불어민주당 | 서삼석 |
| 2020년 |      | 더불어민주당 | 서삼석 |
| 2024년 |      | 더불어민주당 | 서삼석 |

## 역대 선거 결과

### 대한민국 제20대 국회의원 선거
|  | 41.72% |

|  | 38.49% |

|  | 14.66% |

|  | 3.29% |

|  | 1.81% |

### 2018년 대한민국 재보궐선거
|  | 67.96% |

|  | 32.03% |

### 대한민국 제21대 국회의원 선거
|  | 76.96% |

|  | 19.41% |

|  | 3.61% |

### 대한민국 제22대 국회의원 선거
|  | 69.17% |

|  | 20.50% |

|  | 6.52% |

|  | 3.10% |

|  | 0.69% |